# Lachapelle-Auzac
Lachapelle-Auzac ist eine französische Gemeinde mit 796 Einwohnern (Stand 1. Januar 2022) im Département Lot in der Region Okzitanien. Sie gehört zum Kanton Souillac und zum Arrondissement Gourdon.

## Geographie
An der westlichen Gemeindegrenze verläuft der Fluss Borrèze.
Nachbargemeinden sind Gignac im Norden, Cuzance im Nordosten, Baladou im Osten, Mayrac im Südosten und Souillac im Südwesten.

## Bevölkerungsentwicklung

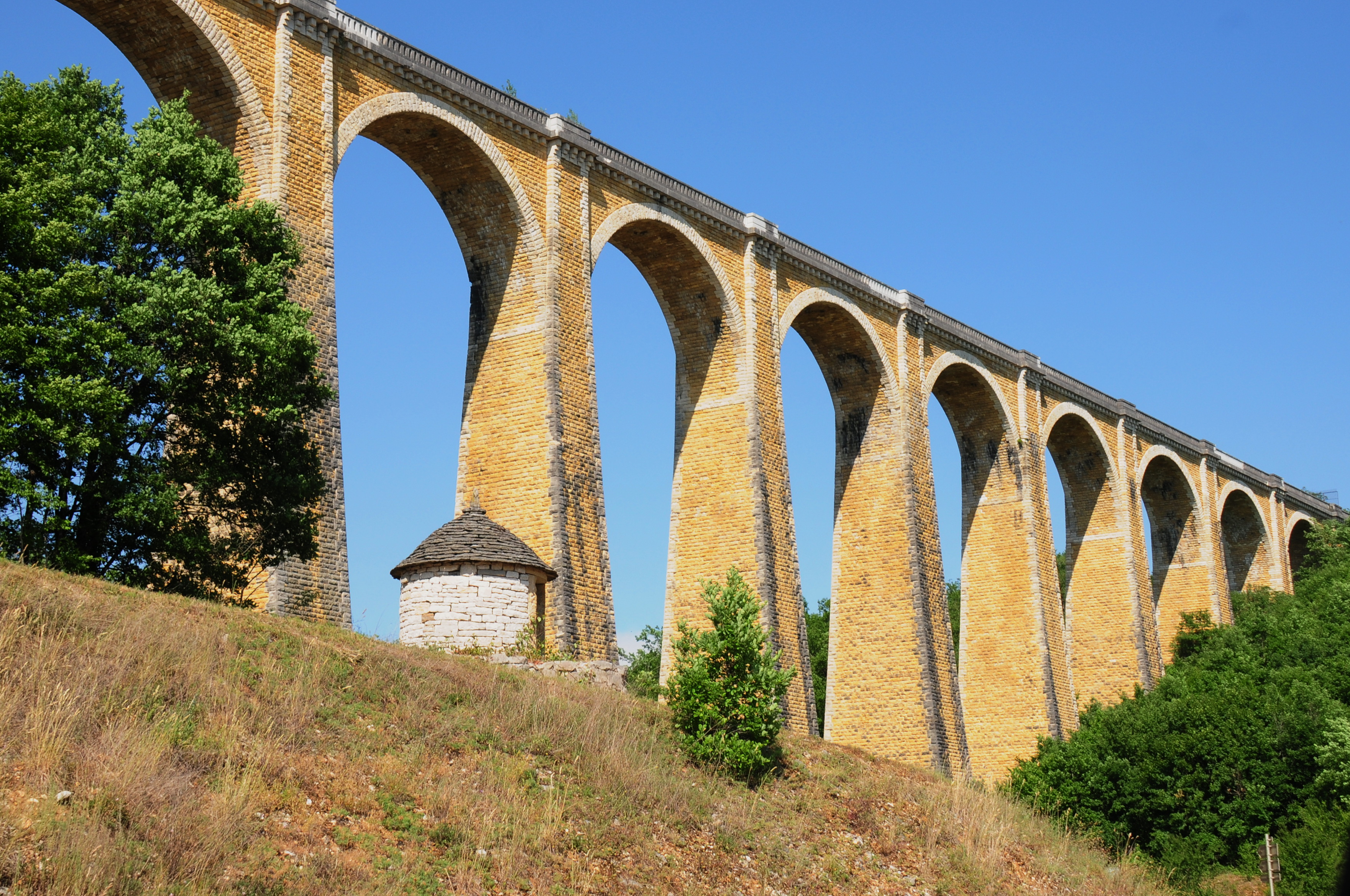
Viaduc de Brameford, Viadukt der Bahnstrecke von Souillac nach Viescamp-sous-Jallès

| Jahr      | 1962 | 1968 | 1975 | 1982 | 1990 | 1999 | 2008 | 2018 |
| --------- | ---- | ---- | ---- | ---- | ---- | ---- | ---- | ---- |
| Einwohner | 543  | 555  | 581  | 695  | 774  | 804  | 767  | 795  |